# Влашки устанак (1821)
Влашки устанак (1821) против османских власти била је социјална револуција која је избила у склопу ширег општебалканског устанка хришћанског становништва против османских власти. На челу револуције стајао је трговац Тудор Владимиреску. Побуна је проглашена у манастиру Тисмана и угушена септембра исте године.

## Позадина
Положај румунског становништва у Османском царству крајем 18. века био је веома лош услед повећања пореза до кога је дошло када је султан, изгубивши поседе северно од Црног мора, почео да се ослања на дунавске кнежевине као на житницу царства. Сељаци дижу побуне 1793, 1804-5, 1819. и 1821. године. Руси су подржавали захтеве румунских кнежева приморавајући Османлије да разним декретима дају Румунима олакшице (Хатишериф из 1774, декрет из 1783, хатишериф из 1802). Одређено је да се у дунавским кнежевинама постављају владари на седам година. У Влашкој Александар Ипсиланти (1774—1782) покушава да спроведе реформе и сузбије корпуцију. Руско-турским ратом (1787—1792) окончан је период мира. Суворов улази у Молдавију и наноси Турцима поразе код Римника и Фокшане. Аустријанци окупирају Влашку. Бољари су слали позиве у помоћ и Наполеону тражећи укидање фанариотског режима. Султан је на наговор свог француског савезника опозвао Константина Ипсилантија из земље што доводи до новог руско-турског рата (1806—1812). За време владавине Јоана Караџе (1812—1818) и Александра Суцоа (1818—1821) Влашка је изложена изузетно тешкој форми фискалне експлоатације. У покушају да смири сукоб са бојарима, Караџа је пред крај своје владавине донео Караџин законик, а владар Молдавије Скарлат Калимах (1812—1819) дао је 1817. Грађански законик кнежевине Молдавије. Ови законици су утврђивали дужину кулука који је ради богаћења бојара бивао све тежи и дужи. У Ердељу је још 1784. дошло до велике буне кметства које је било незадовољно аграрном политиком Хабзбуршке монархије. Први наговештаји буне појавили су се у Мунцији Апусени. Током вашара у Кампењу 1782. сељаци фискалне области Златне силом су почели да спречавају отуђивање крчмарења закупом. Репресивне мере су успеле да локализују инцидент, али је одлука цара о повећању ефектива граничарских пукова две године касније сељацима дала шансу да избегну своје обавезе уписом у војску. Главни вођа сељака Хорија сакупио је 31. октобра 1784. сељаке у Местјакану и одатле је њих неколико стотина кренуло ка Алба Јулији да се упише у војску, а код Курекјуа се марш претворио у буну када су сељаци убили управнике које су племићи послали да угуше покрет. Буна се проширила на цео Заранд, а онда и на цео Ердељ. Сељаци су рушили племићка имања и спаљивали архивске књиге, а сељаци Заранда су 11. новембра послали племићима опседнутим у тврђави Деве свој програм: укидање племства, прелаз племића у редове обвезника и подела племићког земљишта. Преговарало се у више наврата, а најзначајнији од договора био је онај од 12. новембра који је прихватио право сељака на упис у граничарске пукове и укинуо кметство. Буна је спласула средином децембра, а вође Хорија, Клошка и Кришан су убрзо ухваћени. Само је Кришан избегао смрт мучењем на точку тако што се убио.

## Филики Хетерија
Непосредно пре одржавања Бечког конгреса (1814—1815), тројица трговаца из Грчке (Николас Скуфас, Емануел Ксантос, Атанасије Цакалов) оснивају тајну револуционарну организацију "Филики Хетерију" у Одеси. Циљ је био ослобађање Грчке путем устанка. Организација је настојала да подстакне устанке широм Балкана, преговарајући са Карађорђем и убеђујући га да подигне револуцију у Србији. Карађорђе је јуна 1817. године заиста пребачен у Србију, али је ускоро убијен по налогу кнеза Милоша Обреновића који је након Другог српског устанка постепено уводио српску власт у Кнежевину. Александар Ипсиланти дошао је на чело Хетерије 1820. године. Он је био син Константина и руски генерал, као и ађутант цара Александра. На састанку у Силистрији 1820. године донета је одлука о подизању општебалканског устанка, који је требало отпочети на Пелопонезу и спојити се са покретом Али-паше Јањинског. Међутим, Милош се није одазвао, а ни упоришта у Бугарској. Дунавске кнежевине једине су биле вољне да отпочну борбу. Услови су се створили након смрти кнеза Александра Суцоа у Влашкој (јануар 1821). Истог дана тројица главних, Григоре Бранковеану, Григоре Гика и Барбу Вакареску, закључили су са Владимирескуом споразум о сарадњи у дизању народног устанка. За устанак је био и син преминулог влашког господара Александра Суцоса Јован Караџа као и господар Молдавије Михаил Суцос.

## Устанак
Устанак који је избио 1821. године био је социјална револуција. Тудор Владимиреску, који је стао на његово чело, припадао је Хетерији од 1816. године. Устанак је подигао против фанариота који су господарили Дунавским кнежевинама, а борба против султана није била предвиђена. Владимирескуу прилази на хиљаде сељака које је привукао аграрним делом свог програма. Захтеви устаника били су следећи: ослобађање од фанариотске власти, народно представништво кога би чинили сви слојеви становништва, народна војска, пореска реформа и трогодишње ослобођење данка Порти. Јануара 1821. године Владимиреску из Букурешта прелази у Олтенију са намером да тамо подигне устанак. Александар Ипсиланти убрзо прелази реку Прут са истим циљем. У Влашком устанку учествовали су добровољци из свих делова Балкана. Били су ту Хаџи Продан Глигоријевић, Георгес Олимпиос, Димитрије Македонски, Хаџи Михали и Генчо Михали.
Владимиреску марта месеца заузима Букурешт, а Ипсиланти Јаши. Владимиреску је поверовао Ипсилантијевим речима да иза Хетерије стоје Руси са намером да ослободе све балканске хришћане и створе хришћанску државу на Балкану. Међутим, то није одговарало стварном стању, односно принципима који су створени на Бечком конгресу. Света алијанса, којој је припадала и Русија, осудила је влашке устанике на конгресу у Љубљани. Александар је разрешио Ипсилантија свих чинова дајући дозволу султану да угуши побуну. Ипсиланти абдицира и повлачи се у Трансилванију. Владимиреску је покушао да преговара са Портом, на шта су га хетеристи ухапсили и убили 27. маја. Османлије истог месеца заузимају Букурешт. Одсудна битка вођена је 19. јуна 1821. године код Драгашанија. Устаници су потучени. Ипсиланти је у Трансилванији ухваћен од стране Аустријанаца. Умро је у њиховом заробљеништву 1828. године. Група преосталих устаника, међу којима је био и Младен Миловановић, још неко време је пружала отпор у манастиру Секу. До септембра месеца устанак је угушен.

## Последице
Турци су по гушењу Влашког устанка спровели терор над становништвом Дунавских кнежевина који је достигао толике размере да је лично цар Александар морао ултимативним захтевом (јул 1821) захтевати од султана да обустави покоље. Порта је то одбила, те су Руси утицали на Лондон и Беч да изврше притисак на султана. Турци напуштају Дунавске кнежевине тек крајем 1822. године. На упражене престоле именована су двојица Грка, кнез Григорије IV Гика у Влашкој и Јон Александар Стурдза у Молдавији. Нови захтеви према Кнежевинама од Руса постављени су Акерманском конвенцијом 1826. године. Једренским миром из 1829. године кнежеви су бирани доживотно, а руска власт се постепено уводи у све сфере живота. Доношење Органских статута директна је последица пораза Турске у рату са Русијом.